# 摄影器材

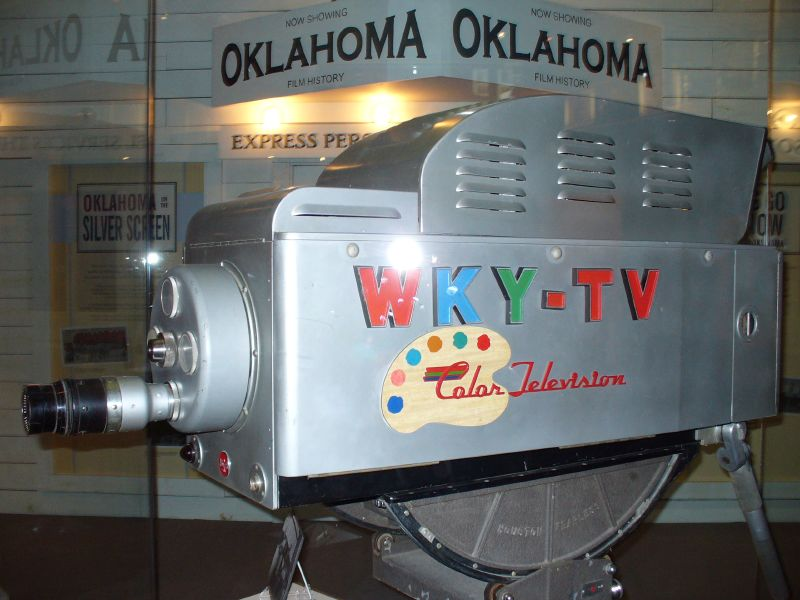
彩色摄影機

摄影器材是照相机及其相关附件、与摄影活动相关的各种设备、物品的统称。
包括胶卷这样的消耗品和大多数摄影器材经营者所经营的摄影用坎肩、摄影包等都属于摄影器材范畴。

## 附属设备

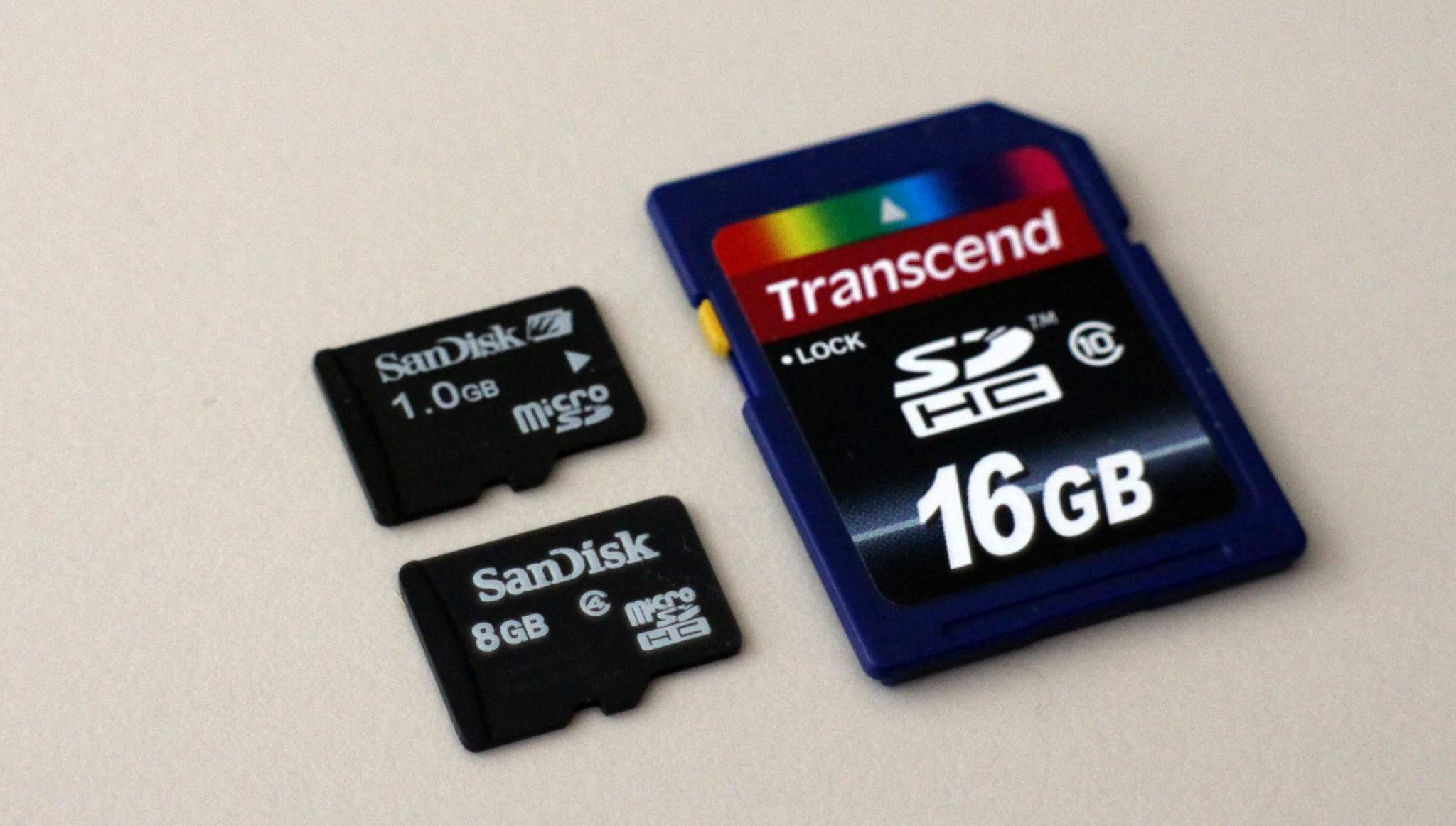
MicroSD與SD記憶卡

- 脚架
- 快门线
- 闪光灯
- 電池
- 記憶卡
- 頸帶
- 手帶
- 影室附件